# Список умерших в 860 году

## Март
- 21 марта — Прибина, первый документально подтверждённый князь Нитранского княжества (825—833), первый князь Блатенского княжества (840—860).

## Август
- 14 августа — Афанасия Эгинская, святая, аббатисса, советница византийской императрицы Феодоры II.

## Декабрь
- 3 декабря — Аббон Осерский, епископ Осера (857—859), местночтимый святой[1].
- 20 декабря — Этельбальд, король Уэссекса (856—860).

## Дата смерти неизвестна или требует уточнения
- Ар-Рази, один из первых известных игроков в шатрандж.
- Гвидо I, герцог и маркграф Сполето (842—860).
- Герард III, граф Марси (до 860) и граф Камерино (860).
- Гильдуин, аббат монастыря Святого Мартина в Туре (853—860).
- Гостомысл, легендарный старейшина или князь ильменских словен, с именем которого в некоторых поздних списках летописей связывается легендарное призвание Рюрика[2].
- Аль-Аббас аль-Джаухари, арабский математик и астроном.
- Ландо I, граф Капуи (843—860).
- Мейриг ап Артвайл, король Гвента (849—860).
- Хальвдан Чёрный, сын Гудрёда Охотника, конунг Агдира (современный Агдер) и Вестфольда (современный Вестфолл) из династии Инглингов.
- Химено Гарсес, правитель части земель королевства Памплона (Наварра), находившихся в районе современной Сангуэсы; предположительно, сорегент королевства (840-е—851/852) во время болезни короля Иньиго Аристы; по его имени получила название династия Хименесов, правившая в X—XII веках в Наварре, Арагоне и Кастилии.